# Степанський (річка)
Степанський (пол. Stepanski) — гірський потік в Україні, у Верховинському районі Івано-Франківської області на Гуцульщині. Правий доплив Бистреця, (басейн Дунаю).

## Опис
Довжина потоку приблизно 2,78 км, найкоротша відстань між витоком і гирлом — 2,65  км, коефіцієнт звивистості потоку — 1,05 . Потік тече у гірському масиві Покутсько-Буковинських Карпатах (зовнішня смуга Українських Карпат).

## Розташування
Бере початок на північно-західних схилах гори Степанець (1649,9 м). Тече переважно на північний схід і у присілку села Бистрець впадає у річку Бистрець, ліву притоку Чорного Черемошу.